# Methow (Washington)
Methow es un área no incorporada ubicada en el condado de Okanogan en el estado estadounidense de Washington.

## Geografía
Methow se encuentra ubicado en las coordenadas 48°3′12″N 119°54′9″O / 48.05333, -119.90250.